# Grapendorf (Adelsgeschlecht)

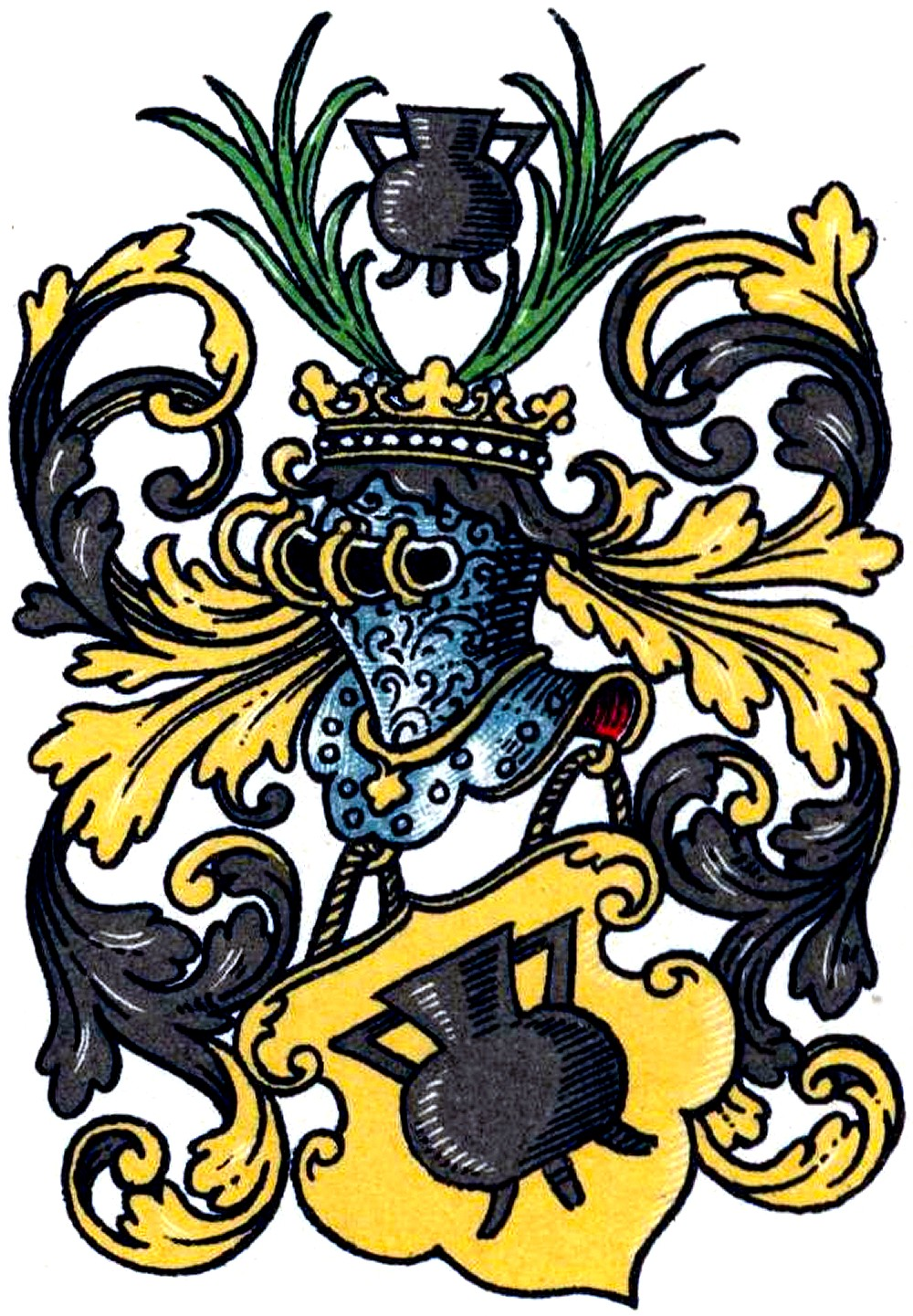
Wappen derer von Grapendorf im Wappenbuch des Westfälischen Adels

Grapendorf (auch: Grapendorff, Grapendorpf, Grappendorf, Grappendorff, Grapendorp, Groppendorf, Gropendorf und Groperdorp) ist der Name eines erloschenen niedersächsisch-westfälischen Adelsgeschlechts aus dem Fürstentum Minden.

## Geschichte
Die ältesten Namensträger gehörten zu den dreizehn in der Stadt Lübbecke (Fürstentum Minden) sesshaften Adelsfamilien. Die Lübbecksche Linie wurde auch als Grapendorf genannt Pieri/Puri bezeichnet. Die Familie stellte an Amtsträgern um 1450 einen Drosten auf Burg Rahden, mehrere Dompröpste von Minden um 1475, adelige Bürgermeister zu Lübbecke ab 1615, Vögte und Domherren zu Celle, Minden, Halberstadt und Magdeburg, und ab dem 17. Jahrhundert einen Oberjägermeister, Geheimräte, Kammerherren, diverse Offiziere, einen Kriegsrat und einen Kammerpräsidenten in preußischen Diensten. Um 1690 wurde ein Zweig in den Freiherrenstand erhoben. Die Grap(p)endorf zählten als Reichsritter im 17. (etwa 1680) und 18. Jahrhundert (etwa 1760) zum Ritterkanton Rhön-Werra des Fränkischen Ritterkreises. Die Familie unterhielt Allianzen zum lokalen westfälischen als auch zum höheren deutschen Adel, etwa den Grafen zu Sayn-Wittgenstein-Berleburg.
Durch über mehrere Generationen vererbte hohe Schulden des Johann von Grapendorf, für Lösegeld aus dem Jahr 1627, verarmten dessen Nachfahren, und das Vermögen des Wilhelm Hilmar Freiherr von Grappendorf unterlag nach seinem Tod um 1787 dem Konkurs. Das gesamte Geschlecht erlosch etwa bis 1838.

## Besitz
Die Grapendorf waren unter anderem besitzlich zu Lübbecke (Grapendorfscher Hof, ein Burgmannshof ebendort), Gehlenbeck, Möllbergen (Amt Hausberge), Lemförde, Schnathorst (Amt Reineberg), Möckern, auf Gut Schockemühle und Gut Grappenstein (in der Feldmark zwischen Lübbecke und Gehlenbeck). 1665 wurde Hieronymus von Grapendorf, Geheimer Rat des Herzogs Georg Wilhelm und von 1667 bis 1671 Großvogt in Celle, mit dem Rittergut Bettensen belehnt. 1710 erwarb der Kammerherr Hieronymus Christian Freiherr von Grapendorf für kurze Zeit das Schloss Mühlfeld. Im 18. Jahrhundert waren einzelne Namensträger auch in Hessen, Franken und der Neumark begütert.

## Wappen
Blasonierung: In Gold (oder Silber) ein schwarzer Grapen oder Eisentopf (oft mit goldenem Querstreifen) mit zwei Henkeln und drei Füßen. Auf dem Helm der Grapen zwischen zwei grünen Palmzweigen. Die Helmdecken sind schwarz-golden.
Weitere Darstellungen der Wappen derer von Grapendorf:

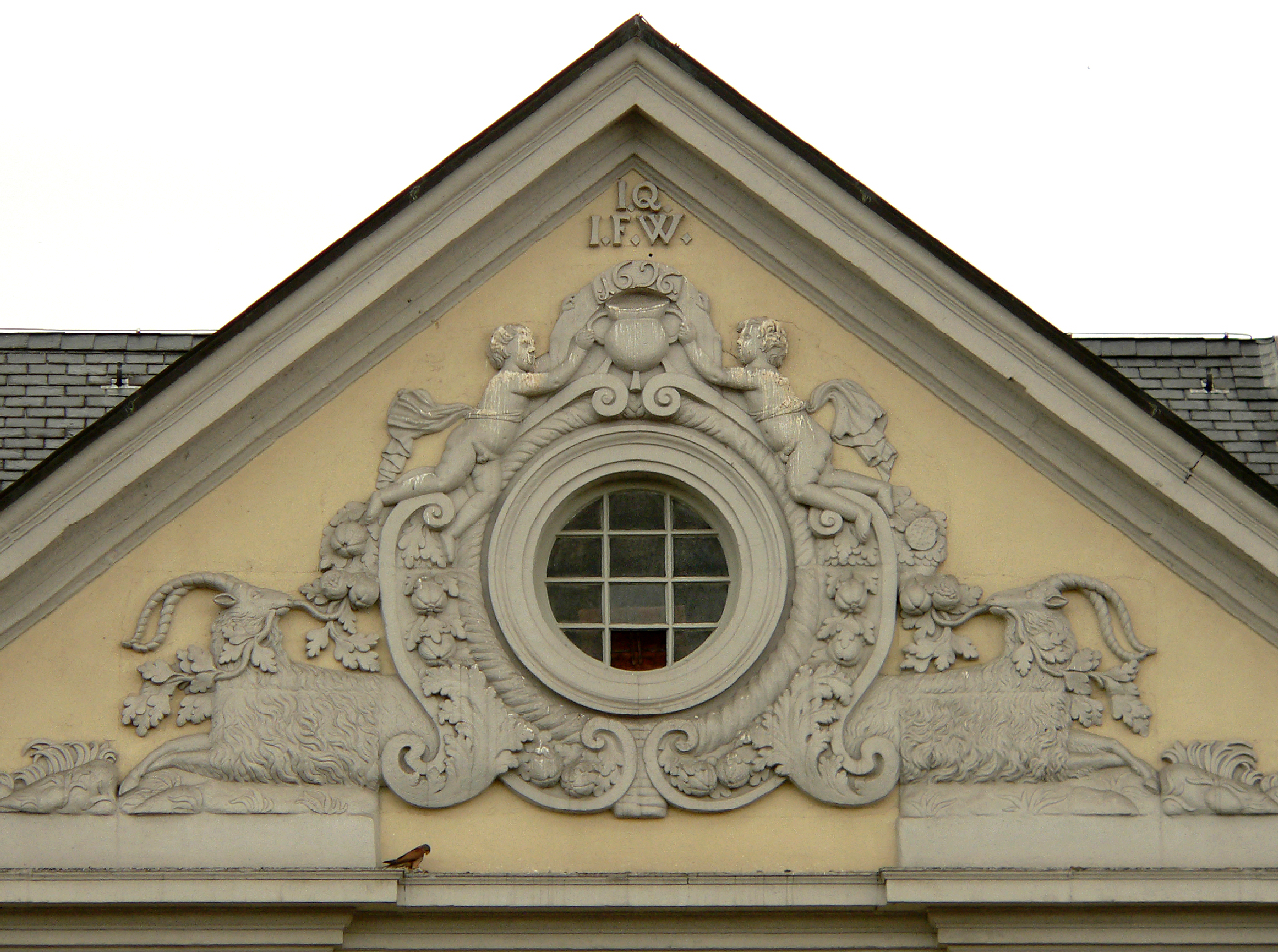
Giebel des Schloss Brüggen mit Wappen der Gertrud Louise von Grapendorf
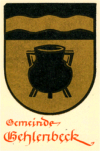
Historisches Wappen von Gehlenbeck mit Grapen
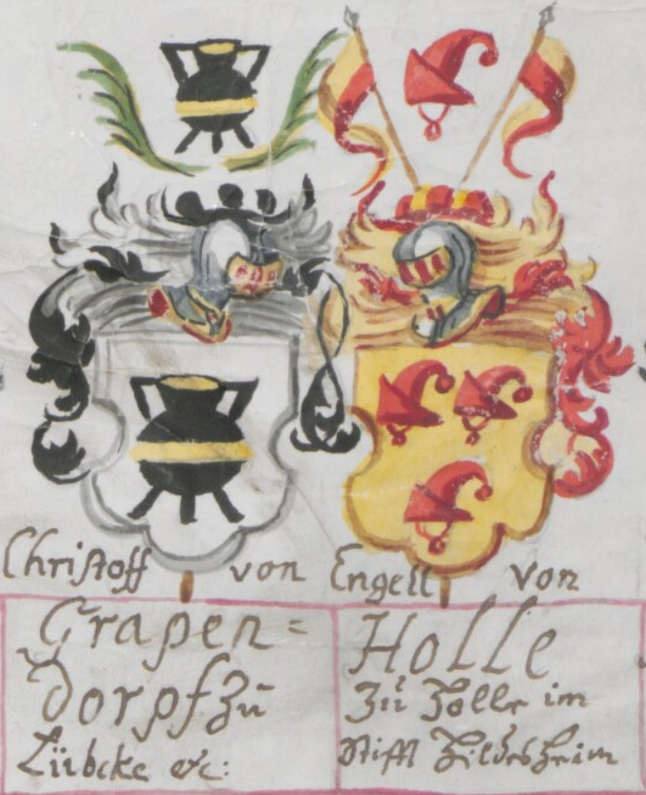
Allianzwappen Grapendorf-Holle 1721
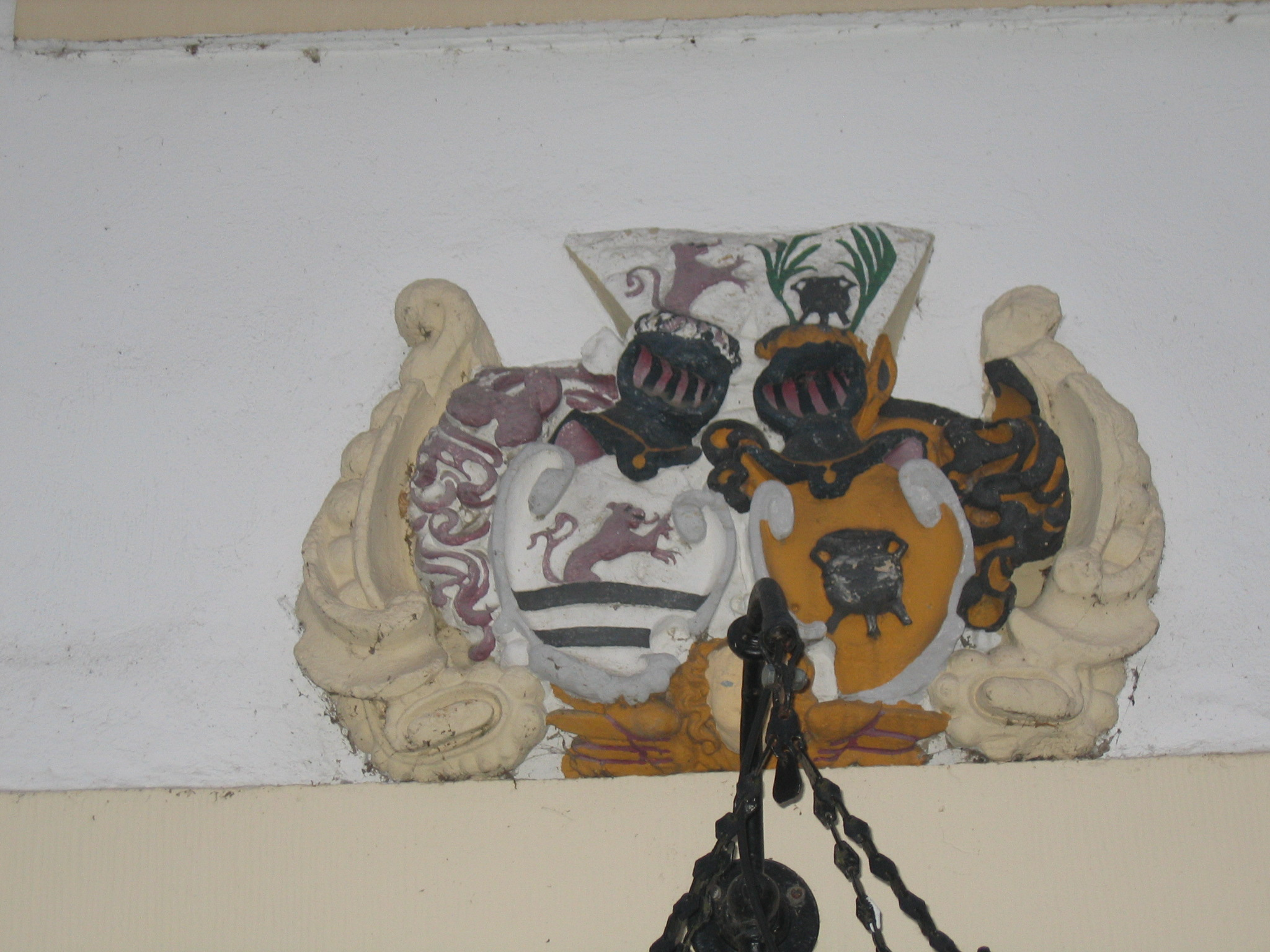
Allianzwappen Grapendorf-Steding, Gut Hudenbeck

## Filiation (Auszüge)

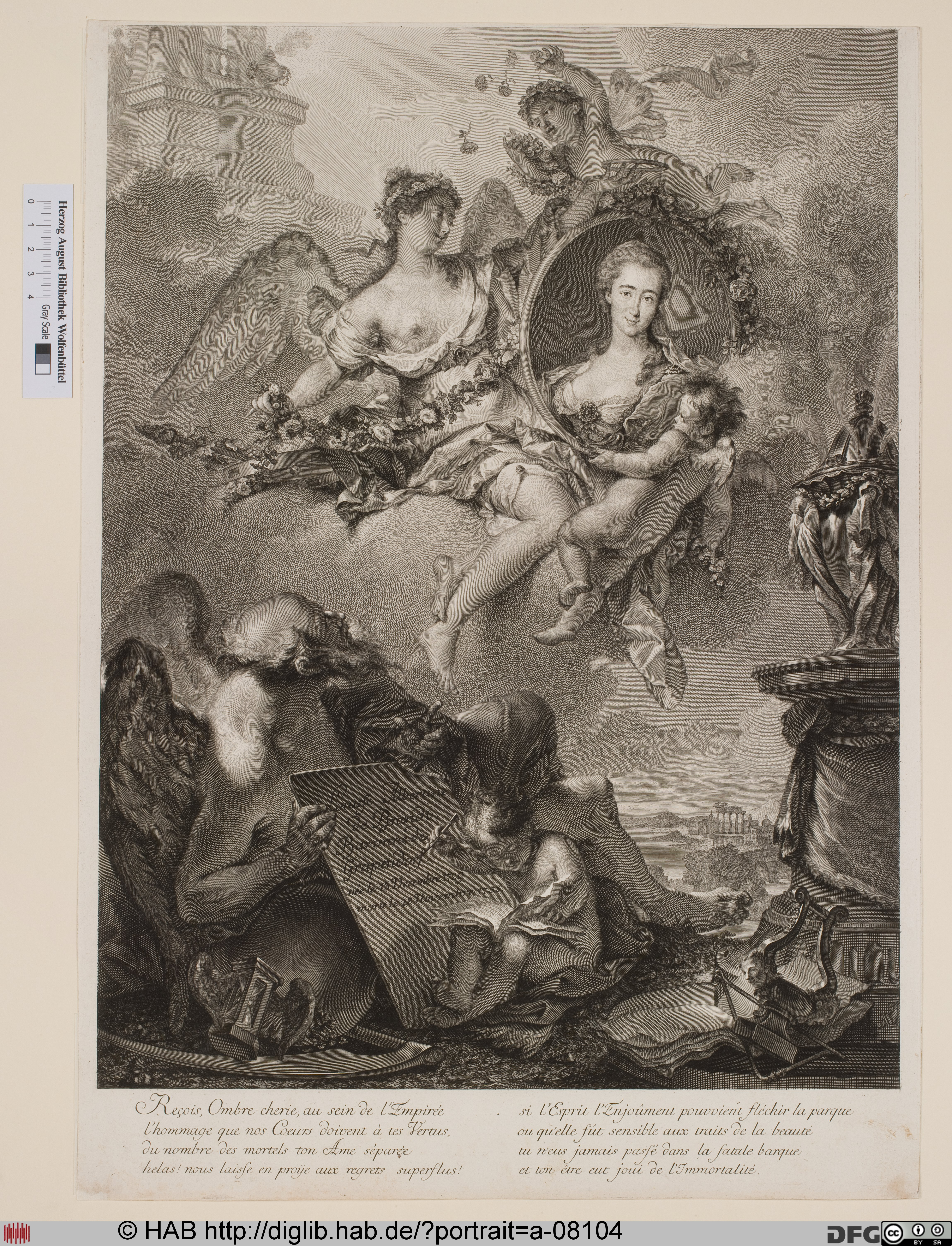
Louise-Albertine Freifrau von Grapendorf, geb. von Brand (um 1760)

In Urkunden werden um 1370 ein Knappe Gerlach Gropendorf und seine Söhne Johann und Gerlach als Zeitgenossen eines Hardeke Gropendorfe genannt. Nach Anton Fahne (1858) war Hartke von Gropendorp der Spitzenahn der Adelsfamilie, der angeblich schon 1387 Gut Schockemühle erwarb. Seine Söhne waren wohl Bernhard (Dompropst zu Minden) und Conrad, verheiratet mit einer Gesa von Schloen gen. Gehlen, deren Nachkommen wie folgt überliefert sind:
- Bernhard
- Harteke (Hermann ?) von Grapendorf, 1436 Domkanoniker, Knappe um 1457, Dompropst von Minden um 1470–1475
- Johann von Grapendorf, 1450 Drost der Burg Rahden[2], erster Burgmann der Familie Grapendorf in Lübbecke[3]
  - (?) um 1464 Brüder Bernd (Mindener Dompropst 1483), Johann von Gropendorpe (v. Grapendorf)[4] und Cord
  - Dompropst Hartekes Neffe[5], Johann von Grapendorf (1425–1464), übernimmt 1452 den Grapendorfschen Hof von Statius von Münchhausen, belehnt um 1452 mit Gütern bei Grapenstein; ⚭ Lucke von Quernheim
    - Bernhard von Gropendorp (Grapendorf), Dompropst zu Minden
    - Johann von Grapendorf; ⚭ Hille von Ledebur[2]
    - Kort von Grapendorf († vor 1507), Knappe um 1457, Burgmann[3] und Belehnung mit Gut Schockemühle um 1465, Richteramt 1493; ⚭ Odike von Schloen gen. Tribbe
      - Johann von Grapendorf, Domsänger zu Minden um 1494, Streit mit Johann Ledebur 1496
      - Lambert von Grapendorf
      - Arnold von Grapendorf, Kämpe des Grafen von Rittberg
      - Stats von Grapendorf, Domherr zu Osnabrück und Verden, ab 1509 Besitzer Grapenhof
      - Hardecke (Hartmann) von Grapendorf (1453–1502), Dompropst von Minden um 1475, Fehde mit Johann Ledebur um 1491 bis 1496[6] ⚭ Margarethe von Rehbock
        - Jobst von Grapendorf (1509 unmündig, Vormund: Onkel Stats von Grapendorf, Domherr), 1535 belehnt mit Grapenhof/Gröpperhof; ⚭ Eva von Hake a.d.H. Scheventorf (Hacke a.d.H. Bodenwerder?)
          - Johann von Grapendorf († 1609); ⚭ Agnes von Westrup a.d.H. Stockhausen (Eltern Hermann von Westrup (1503–1560) und Catharina von Hadewig (1507–1565)[7])

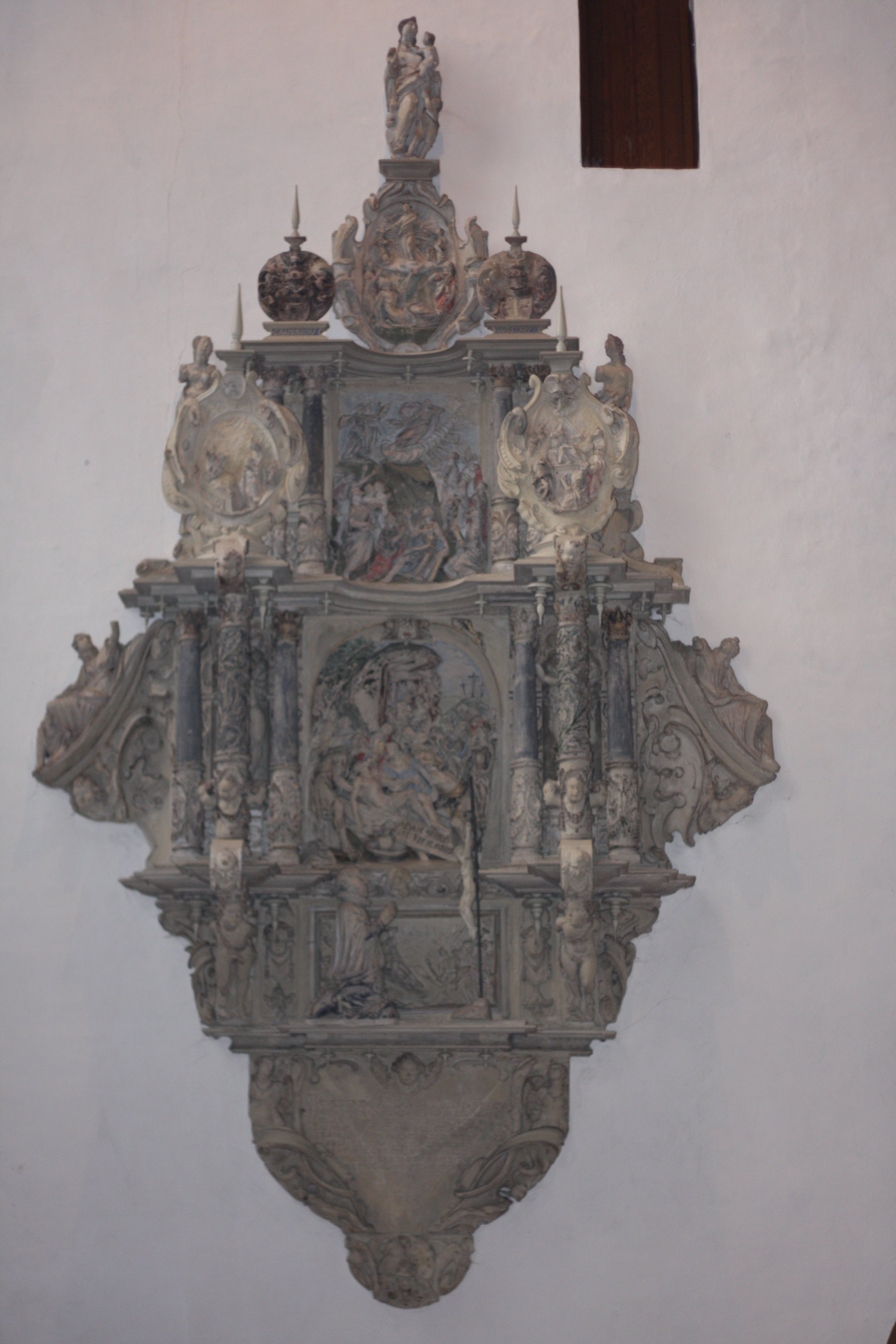
Epitaph Hieronymus von Grappendorf 1622, Mindener Dom

            - Epitaph Hieronymus von Grappendorf 1622, Mindener Dom Hieronymus von Grappendorf, 1577 Domherr und Probst zu St. Johannis in Minden, Epitaph im Dom († 28. April 1622)
            - Reinhard (Reineke) von Grapendorf zu Schockemühle (1557–1621), erhält im April 1609 einen Schuldbrief des Bischofs, des Domkapitels und der Landstände des Fürstentums Minden aus Stiftseinkünften zur Abwendung des ”hispanischen Kriegsvolkes”; ⚭ 1609 Katharina Marie von Klencke (1592–1641)[8]
              - Johann Georg von Grappendorf (* 1613); ⚭ 1635 Tochter des Moritz von Donop zu Stevering († 30. August 1635)
              - Anna Dorothea von Grappendorf (* 1616); ⚭ 1643 Johann Wilhelm von Hacke zu Ohr
              - Hieronymus von Grapendorf (1618–1670), Geheimer Rat des Herzogs Georg Wilhelm und von 1667 bis 1671 Großvogt in Celle, 1665 belehnt mit Rittergut Bettensen; ⚭ 26. Februar 1650 Anna Sophia von Haren zu Laer (* 31. Mai 1634; † 1711?)[5][8]
                - Dorothea von Gropendorf a.d.H. Schockmühlen, Erbtochter von Möckern (* 1651 in Schockmühle; † 30. August 1705 in Leitzkau); ⚭ 1676 Christoph Friedrich von Münchhausen (* 22. Mai 1644 in Leitzkau; † 4. Februar 1700 in Halberstadt)[9]
                - Catharina Maria von Grapendorf (* 1652)
                - Anna Sophia von Grapendorf (1654–1696)
                - Georg Ludwig von Grapendorf auf Möckern und Laer (1663–1693) Domherr zu Halberstadt; ⚭ Sophia von Voss a.d.H. Böckel (Tochter des Heinrich Voss und der Magdalena Elisabeth von Steinbergen zu Bodenburg)
                  - Sophia Louisa von Grapendorf; ⚭ Johann Friederich von Treskow[10]

                - Christian Wilhelm von Grapendorf auf Möckern, Lohr und Schockmühlen (1665–1703)[8] Domherr zu Magdeburg; ⚭ Agnes Catharina von Haaren (Tochter des Raban Johann von Haren auf Hoppen und der Beata Agnesa von Dincklage), diese (II) ⚭ 6. April 1701 Hannibal Germanus von Schmertzing[11]
                - Gertrud Louise von Grapendorf (* 1667)[12]; ⚭ Friedrich II. von Steinberg (1659–1716), Wappen Schloss Brüggen
                  - Hedwig Ernestine von Steinberg; ⚭ 1710 Christian von der Schulenburg (Sohn des Friedrich Achaz von der Schulenburg)

                - Hieronymus von Grapendorf (1669–1712); ⚭ Sophia Eva von Ledebur, Tochter des Heinrich Ledebur zu Mühlenburg († 1743, kinderlos)[13]

            - Johann von Grapendorf, Priester zu Herford
            - Christoph von Grapendorf († um 1635), um 1589 im Dienst und Leichenzug des Herzog Julius von Braunschweig-Wolfenbüttel, Senator und 19 Jahre lang adeliger Bürgermeister[3] in Lübbecke, um 1603 Besitzer Grapenhof und Gut Grapenstein, lebt 1635; ⚭ Engel Agnes von Holle a.d.H. Bockeloh[14]
              - Agnes (Abel) von Groppendorf und Lübbecke; ⚭ 1620 Wilhelm von Steding (1589–1641) Rittergut Holzhausen[15]
              - Johann von Grapendorf (1603–1647), Eigner (und wohl sporadisch letzter Bewohner) des Gutes Grappenstein[16] und des Grapendorfschen Hofes zu Lübbecke, 1627 Geisel des Isaac Lardin von Limbach, adeliger Bürgermeister zu Lübbecke, erstochen im Duell[3] gegen Oberstleutnant Heinrich von Münch; ⚭ Anna Maria von Münchhausen (* 1601) Tochter des Hilmar von Münchhausen
                - Itel Johann von Grapendorf, vor Warschau erschossen[2]
                - Anna Gertrud von Grapendorf; ⚭ Hermann Christian von Haxthausen zu Abbenburg (Sohn des Moritz von H. und der Dorothea von Spiegel)[17]
                - Katharina Maria von Grapendorf zu Lübbecke; ⚭ Cord Plato von Schloen[18], Erbherr auf Dörpel und Hedem, Eltern des Freiherrn Cord Plato von Schloen, gen. Gehle (1661–1723)
                - Hedwig von Grapendorf zu Lübbecke; ⚭ Christian von Schloen gen. Gehle zu Ovelgünne († 1685)[19]
                - Christoph Hilmar von Grapendorf auf Grapenstein (1627–1716), Reichsfreiherr und kurbrandenbg. Geheimrat, Drost zu Hausberge von 1667[3] bis 1686, Eigner von Schockemühle ab 1712, Grab Kirche Gehlenbeck; ⚭ Elisabeth Margarethe von Wallenstein
                  - Anna Dorothea von Grapendorf; ⚭ Nikolaus Friedrich von Nagel zu Wurmenau[20]

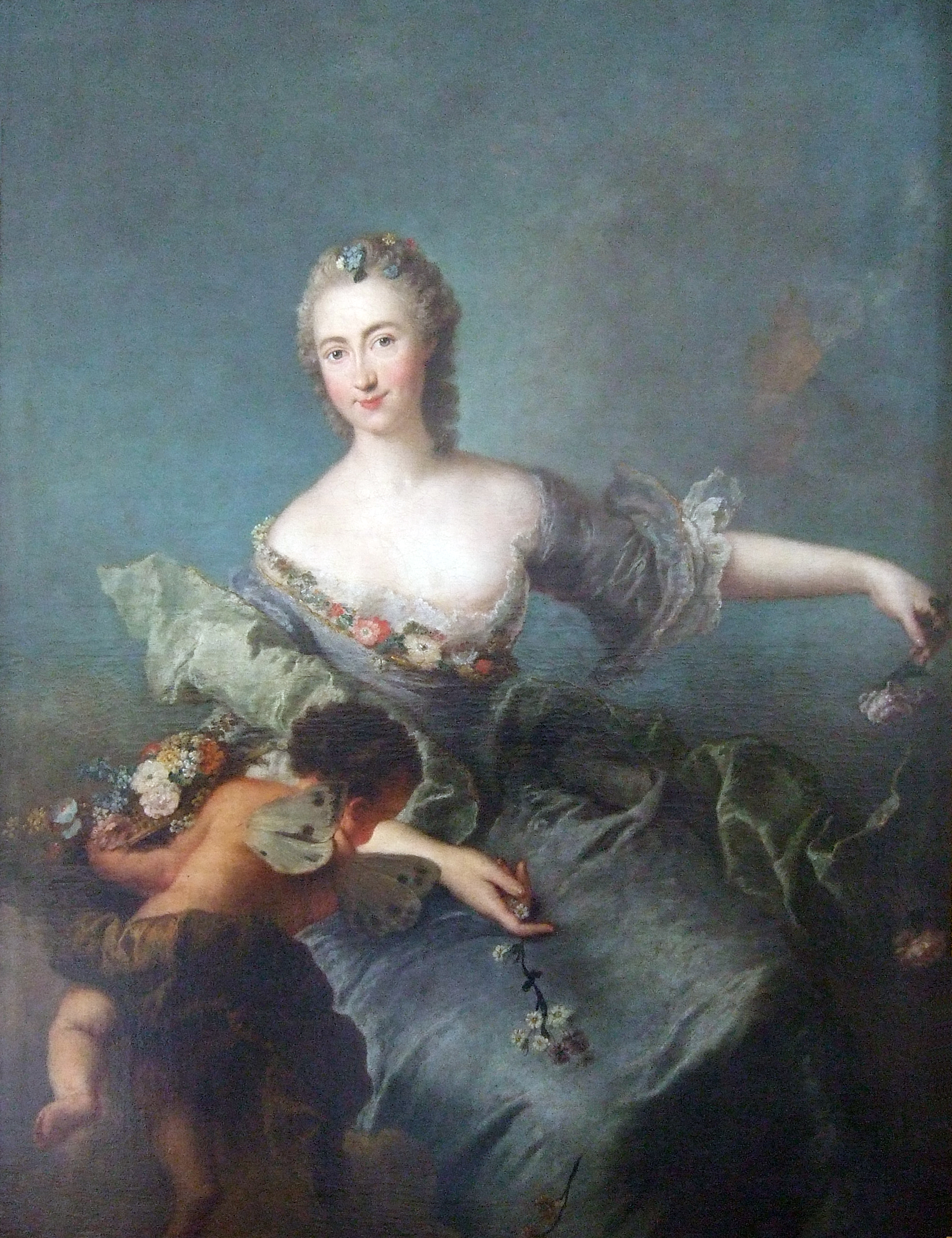
Louise Albertine Freifrau von Grappendorf als Flora, (Antoine Pesne, um 1750. Öl auf Leinwand)

                  - Louise Albertine Freifrau von Grappendorf als Flora, (Antoine Pesne, um 1750. Öl auf Leinwand) Hieronymus Christian Freiherr von Grapendorf (* 1667) königlich-preußischer Kammerherr um 1710–1737, 1710 kurz[21] Eigner von Schloss Mühlfeld, und eines Hauses in der Potsdamer Straße[22] in der Berliner Friedrichsstadt; (I) ⚭ Juliane von Brand
                    - (?) Wilhelm Friedrich Freiherr von Grappendorf ⚭ Louise-Albertine von Brand, Freifrau von Grappendorf (* 1729; † 1753?), wurde auf Wunsch von Friedrich dem Großen, wegen ihrer Schönheit, durch dessen Hofmaler, Antoine Pesne, und auch von Blaise Nicolas Le Sueur porträtiert.[23]
                      - (?) Wilhelm August Freiherr von Grappendorf (* 28. Februar 1751/54[3] in Berlin; † um 1838), ab Januar 1766 Reichsritter der Johanniter[24], Kriegs- und Domänenrat[3] in Küstrin, königlich-preußischer Kammerpräsident, 1821 durch Georg IV. mit einem Burglehen zu Lemförde belehnt[25]

                    - Wilhelm Hilmar Freiherr von Grappendorf zu Rosheit, Neustadt, Grapenstein, Schockemühle, Hepke und Gohfeld[26] (* 1708; † 5. Mai 1782), Besitzer von Schockemühle seit 1735, preußischer Major 1747, Oberjägermeister (Konkurs über sein Vermögen 1787); ⚭ 1746 Louise Amalie Sophia Florentine Wilhelmine von Wylich zu Diersfordt (1727–1748), Tochter der Sophie Amalie zu Sayn-Wittgenstein-Berleburg (Vater Carl Friedrich zu Sayn-Wittgenstein) und des Dietrich von Wylich (1690–1731)[27]
                      - (?) Louise Amalie Wilhelmine von Grappendorf († 1832); ⚭ Hans Adam Gottlieb von Blumenthal